# Millmoor
Het stadion The Millmoor Ground, ook bekend onder de naam Millmoor, is een voetbalstadion in Rotherham, Engeland. Het stadion werd op 2 september 1907 geopend. Bij de opening had het stadion een capaciteit van 15.000 plaatsen. Na een renovatie in 1921 werd de capaciteit vergroot naar 21.000 plaatsen. Dit is in de jaren ’90 teruggebracht naar 8.300 zitplaatsen. Het stadion was van 1907 tot en met 1925 de thuishaven van de voetbalclub Rotherham County FC. Deze club fuseerde met Rotherham Town FC tot Rotherham United. Rotherham United speelde van 1925 tot en met 2008 in het stadion. Na een dispuut met de eigenaar van het stadion, CF Booth ltd, verliet Rotherham United in 2008 het stadion en verhuisde tijdelijk naar het Don Valley Stadium in Sheffield. In 2012 betrok Rotherham United een nieuw stadion in Rotherham, genaamd het New York Stadium. Vanaf 2008 wordt Millmoor niet meer voor sportevenementen gebruikt.

## Geschiedenis

### Bouw van het stadion
In 1907 voldeed het stadion The Red House van Rotherham County FC niet meer aan de eisen van die tijd. De club kocht een stuk land ten westen van het stadscentrum van Rotherham. Diverse bedrijven en vrijwilligers bouwden in enkele maanden een nieuw stadion met een capaciteit van 15.000 plaatsen. Na de bouw van het stadion besloot de club om het stadion Coronation Ground te noemen, maar vlak voor de opening zag men van deze naam af. Men koos voor de naam Millmoor, ter herinnering van een molen die voor 1907 op het terrein stond. Het stadion werd op 2 september 1907 officieel geopend met de wedstrijd Rotherham County - Leeds City Reserves.

### Renovatie en uitbreiding
In 1920 werd het stadion, na enkele successen van Rotherham County, uitgebreid naar 21.000 plaatsen. In 1922 werd de club bestraft vanwege illegale betalingen aan amateurspelers. De club eindigde daarnaast laatste in de tweede divisie en degradeerde daarmee naar de derde divisie. Rotherham County kon de hoge verwachtingen in de derde divisie niet waarmaken en kwam in financiële problemen. Rotherham County fuseerde in 1925 met het noodlijdende Rotherham Town tot Rotherham United. Rotherham United speelde vanaf 1925 op Millmoor.
In de jaren ’50 werd aan een van de lange zijdes een houten tribune gebouwd en de twee korte zijdes werden overdekt. In 2004 startte Rotherham United met de sloop van de houten tribune, om er een nieuwe eretribune voor in de plaats te bouwen. Door diverse redenen werd de bouw ernstig vertraagd en is de tribune nooit afgebouwd.

### Dispuut en vertrek uit Millmoor
In 2006 raakte Rotherham United in ernstige financiële problemen, na een degradatie van het tweede naar het derde niveau. De eigenaar van de club, het bedrijf CF Booth, weigerde de club een financiële injectie te geven. Een supportersinitiatief om de club over te kopen lukte, waarbij de fans de club overnamen en CF Booth 3,6 miljoen pond aan schulden kwijt schold. In ruil voor deze kwijtschelding kreeg CF Booth het eigendomsrecht op het stadion. Het bedrijf legde een hoge huur op en gesprekken om de huur te verlagen leidden tot niets. Rotherham United besloot in 2008 tijdelijk uit te wijken naar het Don Valley Stadium in Sheffield. In 2012 betrok Rotherham United het New York Stadium in Rotherham.

### Rugby in het stadion
In 2011 startten de stad Rotherham, de rugbyclub Rotherham Titans en CF Booth gesprekken om Millmoor om te bouwen naar een rugbystadion. In december 2011 maakten de Rotherham Titans bekend dat zij haar wedstrijden in hun eigen stadion Clifton Lane zouden spelen. Op dit moment wordt Millmoor niet meer gebruikt voor sportevenementen.